# 1980 w nauce

## Nauki przyrodnicze i ścisłe

### Astronomia
- W American Astronomical Society powstaje oddział: Historical Astronomy Division.
- Jeremiah P. Ostriker – Nagroda Henry Norris Russell Lectureship przyznawana przez American Astronomical Society.
- Joseph H. Taylor Jr. – Nagroda Dannie Heineman Prize for Astrophysics przyznawana przez American Astronomical Society.

### Chemia
- odkrycie reakcji chemicznej nazwanej asymetryczną epoksydacja Sharplessa

## Nauki społeczne

### Ekonomia
- Publikacja Wolnego wyboru przez małżeństwo Miltona i Rose Friedman

## Technika
- Wprowadzenie systemu dźwięku Dolby C[1]

## Nagrody Nobla
- Fizyka – James Cronin, Val Fitch
- Chemia – Paul Berg, Walter Gilbert, Frederick Sanger
- Medycyna – Baruj Benacerraf, Jean Dausset, George D. Snell